# 女学生探偵シリーズ
『女学生探偵シリーズ』（じょがくせいたんていシリーズ、英語: Schoolgirl Detective Series）は、KADOKAWAアスキー・メディアワークスより発行されているてにをはによる日本のライトノベルのシリーズ。

## 概要
デビュー作『女学生探偵と偏屈作家 ─古書屋敷殺人事件前夜─』から始まる東京を舞台にしたライトノベルのシリーズ。殺人事件の解決を主要なテーマとし、素人探偵を気取る主人公と推理作家である先生とのコミカルな推理小説として描く。主人公・花本ひばりが事件を持ち出し（あるいは巻き込まれ）、久堂蓮真がやむを得ず解決するという構成が特徴。2015年に『明尾高屋上投身事件 －女学生探偵シリーズ－』のタイトルで漫画化された。

## シリーズ作品
女学生探偵と偏屈作家 ─古書屋敷殺人事件前夜─
明尾高屋上投身事件、探偵暇潰遊戯、両国幽霊屋敷殺人事件の書き下ろし3編。
- 文化祭の準備に沸く高校の屋上で血を流して倒れている女子生徒を発見したひばりが真相解明に乗り出す。
- 久堂宅にあるぼう大な蔵書の中から、三つの手掛かりをもとに一冊の本を選び出すという勝負をする。
- 古書店を営む枯島の使いで両国へ赴いたひばりと久堂が訪問先で射殺死体が見つかる事態に遭遇する。

古書屋敷殺人事件
ひばりは枯島に同行し、東京近県の山あいにある旧家・溝呂木家を訪れる。そこは亡き主人によって集められた、おびただしい数の古書に埋もれた「古書屋敷」だった。癖のあるセドリ師らと競うように古書の査定を始めるひばりたちが古書をめぐる連続殺人事件に巻き込まれる。
アルラウネの独白
推理作家は夜走る、アルラウネの独白、雪宿りの作法の3編。
- 久堂が美女と密会するのではないかと勘繰ったひばりが久堂を尾行する。
- ひばりが高校の演劇部を舞台にした「呪い」に挑む。
- 大学生時代の久堂と幼いひばりの出会い。

能面島神隠し事件
6年に一度の秘祭で知られる能面島に取材に訪れたひばりたちは、島に残る伝説の旧帝国軍部の極秘計画を知る。宿敵・大鴉に立ち向かいながら事件の謎に迫る。

## 登場人物
花本ひばり（はなもと ひばり）
私立明尾高校に通う推理小説好きな女学生。父親が経営する喫茶店から久堂のもとに珈琲豆を届けるついでに久堂の身の回りの世話を焼いている。
久堂蓮真（くどう れんま）
偏屈な性格の売れない推理作家。ひばりの話を聞けば現場に行かずとも犯人が分かる「安楽椅子探偵」である。
枯島宗達（かれしま そうたつ）
神田神保町で古書店「穀雨堂」を営み、久堂が執筆に使う資料本を調達することもある久堂の大学の後輩。

## 作風とテーマ
殺人事件（あるいは謎）の解決を主要なテーマとし、各事件の題材にはホラー要素やオカルト要素も含まれている。素人ながら探偵さながら謎に迫ろうとする主人公と明晰な推理を見せる先生とのコミカルなやり取りが特徴。

## 制作背景
てにをはが制作したVOCALOIDを用いた楽曲（ボカロ曲）のうち、人気の高い「古書屋敷殺人事件」を始めとする『女学生探偵シリーズ』の世界観を楽曲制作者であるてにをは自身が小説化したもの。ノベライズに先駆けて、MIKU-Pack00に関連記事が掲載され、MIKU-Pack01には執筆中の小説を抜粋した試し読み版が掲載された、一部はかつて存在したニコニコ動画とアスキー・メディアワークスとのコラボレーションチャンネル「Nextコンテンツポータルこんぽた」で連載された。
発売前には、告知動画がニコニコ動画に投稿された。
また、『女学生探偵と偏屈作家 ─古書屋敷殺人事件前夜─』の電子書籍版が2013年12月27日に配信開始された。このほか、本シリーズがメディアミックス作品となる様子がCOMIC@LOIDによる展覧会「ボカロ曲進化展～ボカロ曲が漫画と小説になるまで～」（2015年2月20日～3月3日開催）において紹介された。

## 漫画
笹原智映により、『女学生探偵と偏屈作家 ─古書屋敷殺人事件前夜─』の一編、「明尾高屋上投身事件」がコミカライズされ、『ComicWalker』（KADOKAWA〈電撃コミックスNEXT〉）において2015年4月から5月まで連載された。全2話。

## 書誌情報

### 小説
てにをは（著）・なのり、笹原智映（イラスト） KADOKAWA〈アスキー・メディアワークス〉、全4巻
- 女学生探偵と偏屈作家 ─古書屋敷殺人事件前夜─[注 4]（2013年11月30日発売[10]）、ISBN 978-4-04-866072-3
- 古書屋敷殺人事件 ─女学生探偵シリーズ─（2014年3月29日発売[11]）、ISBN 978-4-04-866363-2
- アルラウネの独白 ─女学生探偵シリーズ─（2014年12月19日発売[12]）、ISBN 978-4-04-869004-1
- 能面島神隠し事件 ─女学生探偵シリーズ─（2015年3月28日発売[13]）、ISBN 978-4-04-869322-6

### 翻訳版
黃薇嬪によって翻訳された、中国語（繁体字）版が台湾角川から発行されている。
- 女學生偵探與古怪作家 ─女學生偵探系列1─（2015年9月28日発売[16]）、ISBN 978-9-8636-6690-5
- 舊書大宅殺人事件 ─女學生偵探系列2─（2016年3月3日発売[17]）、ISBN 978-9-8636-6839-8
- 花妖愛娜溫的獨白 ─女學生偵探系列3─（2016年8月25日発売[18]）、ISBN 978-9-8647-3232-6

### 漫画
てにをは（原作）・なのり（キャラクター原案）・笹原智映（作画）KADOKAWAアスキー・メディアワークス〈電撃コミックスNEXT〉、全2巻
- 女学生探偵と偏屈作家1 ─明尾高屋上投身事件（上）─、2016年3月26日発売[19]、ISBN 978-4-0486-5289-6
- 女学生探偵と偏屈作家2 ─明尾高屋上投身事件（下）─、2016年7月27日発売[20]、ISBN 978-4-0489-2245-6